# Calcidius

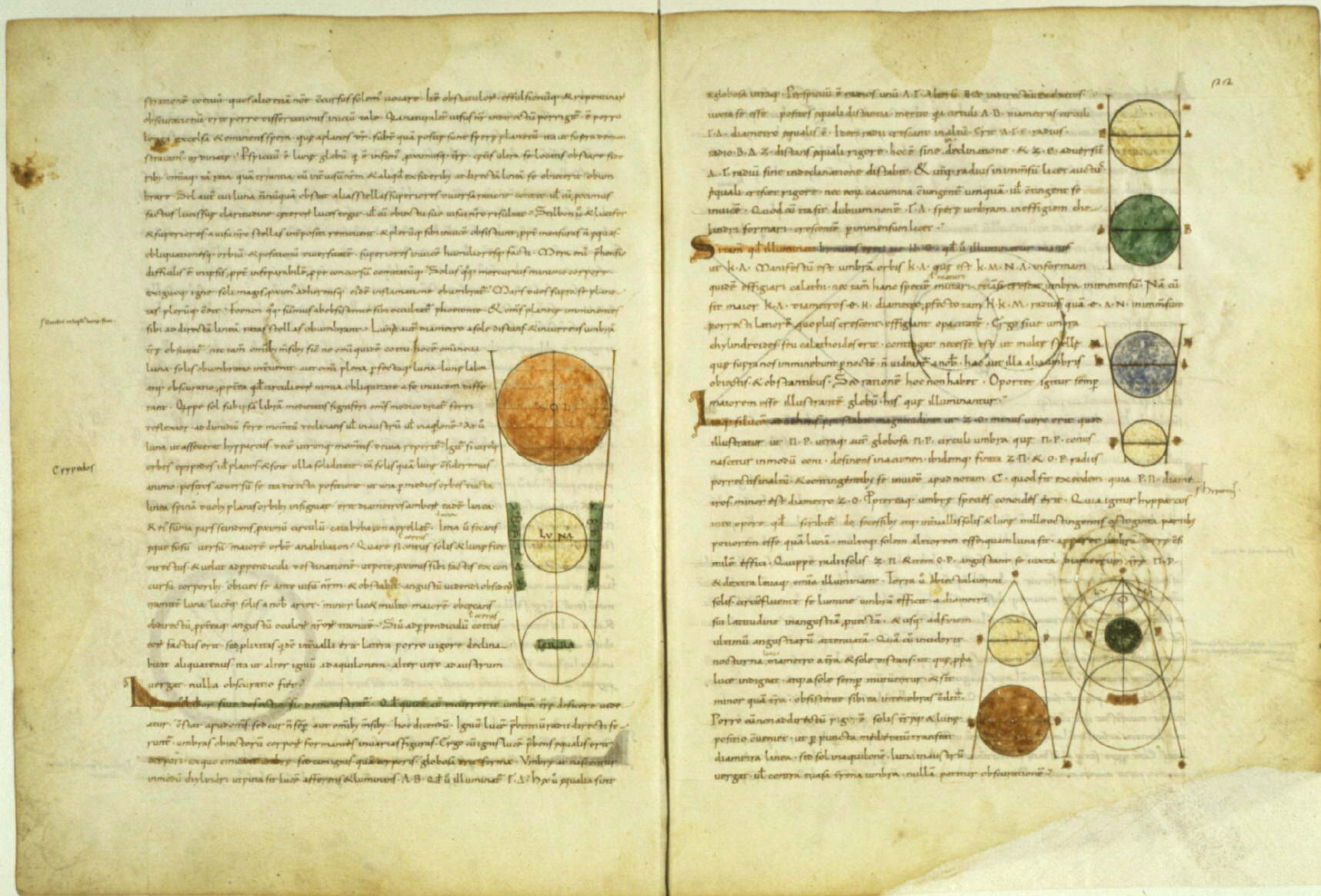
Középkori kézirat Calcidius Platón-kommentárjával

Calcidius, vagy  Chalcidius (4. század) ókori római filozófus.
Calcidius pontosságra törekvő latin nyelvű fordítást készített Platón Timaioszáról, majd kommentárt is írt hozzá (p. 53 c-ig). Az alkotás előképei között említhető Adrasztosz és Numeniosz, és újabban a neoplatonizmus (Porphüriosz) hatását is érezni vélik a művön. Érdekesség, hogy Calcidius bibliai és római történelmi példákkal egészítette ki művét, egyben egészen a 12. század végéig ő volt a középkor Platón-ismeretének elsődleges forrása.
Egyesek szerint ő írta az Isten lényegéről 24 paradox állítást bemutató úgynevezett Huszonnégy filozófus könyvének (Liber XXIV philosophorum) kommentárjait is.